# Bernard Allou
Bernard Allou (sinh ngày 19 tháng 6 năm 1975) là một cầu thủ bóng đá người Bờ Biển Ngà.

## Sự nghiệp câu lạc bộ
Bernard Allou đã từng chơi cho Nagoya Grampus Eight.

## Thống kê câu lạc bộ

### J.League
| Đội                  | Năm       | J.League | J.League | J.League Cup | J.League Cup | Tổng cộng | Tổng cộng |
| Đội                  | Năm       | Trận     | Bàn      | Trận         | Bàn          | Trận      | Bàn       |
| -------------------- | --------- | -------- | -------- | ------------ | ------------ | --------- | --------- |
| Nagoya Grampus Eight | 1998      | 10       | 4        | 3            | 0            | 13        | 4         |
| Tổng cộng            | Tổng cộng | 10       | 4        | 3            | 0            | 13        | 4         |